# Peter Bardens
Peter Skiving Bardens (n. 19 iunie, 1945 - d. 22 ianuarie, 2002) a fost un muzician englez, cunoscut ca fiind claviaturistul și unul dintre membrii fondatori ai formației de rock progresiv, Camel. Pe lângă activitatea sa cu Camel, Bardens s-a remarcat și ca artist solo, lansând câteva albume solo, și a colaborat cu alți artiști precum Rod Stewart și Van Morrison.
Bardens s-a născut în Westminster, Londra. În 1966 a înființat formația Peter B’s Looners care mai târziu s-a transformat în Shotgun Express, o formație de muzică soul care i-a inclus pe Rod Stewart, Mick Fleetwood și Peter Green.
În 1970 a înființat The Village și a înregistrat The Answer (1970), un album care i-a inclus pe Peter Green și Andy Gee. Bardens a înregistrat un album solo eponim în 1971 care a fost lansat în Statele Unite sub numele de Write My Name in Dust înainte să devină membru Camel în 1972. În această perioadă Bardens a început să experimenteze cu muzica electronică și a lansat albume precum Heart to Heart (1979). A părăsit formația Camel în 1978 pentru a se alătura formației lui Van Morrison, a înregistrat Wavelength (1978) și a interpretat în turneul de promovare al albumului.
A fost co-autor al melodiei "Looking For A Good Time" cu Bobby Tench, melodie care a fost lansată împreună cu single-ul "Chain Gang" pe care Tench a înregistrat-o ca un omagiu adus lui Sam Cooke. În 1984 a devenit membru al formației Keats. Bardens a lansat un număr de albume solo de muzică electronică precum Seen One Earth (1987) care a înregistrat succes în Statele Unite.
Primul său single de pe acest album, "In Dreams", avea un caracter neașteptat de comercial. Melodia a fost intens difuzată la posturile de radio rock din Statele Unite și Australia unde postul de radio FM104 din Brisbane, cel mai cunoscut post de radio din țară la vremea respectivă, a adăugat melodia în lista lor de redare. În 1988 a lansat albumul Speed of Light (1988) care l-a inclus pe Mick Fleetwood. Melodia "Gold" de pe acest album a fost lansată ca single în Statele Unite unde a înregistrat succes la postul MTV.
Bardens a lansat albumul Water Colours în 1991 iar în 1994 a înființat formația Peter Bardens' Mirage. Formația avea ca membri fostul coleg de la Camel, Andy Ward, și fostul membru Caravan, David Sinclair. Ultimul său concert, după ce a fost diagnosticat cu o tumoră pe creier, a avut loc la Los Angeles în 2001. Alți muzicieni i s-au alăturat lui Bardens în acest concert, inclusiv John Mayall, Mick Fleetwood, John McVie, Sheila E și Ben Harper. Bardens a decedat la Malibu în ianuarie 2002 în urma unui cancer pulmonar. Albumul dublu Write My Name in Dust a fost lansat după moartea sa și a conținut melodii înregistrate de-a lungul carierei sale.

## Discografie

### Albume solo
- 1971 - Write My Name in Dust
- 1979 - Heart to Heart
- 1987 - Seen One Earth
- 1988 - Speed of Light
- 1991 - Water Colours
- 1993 - Further Than You Know
- 1995 - Big Sky
- 2002 - The Art of Levitation

### Albume înregistrate cu alți artiști
- 1970 - The Answer (cu The Village)
- 1973 - Camel (cu Camel)
- 1974 - Camel (cu Camel)
- 1975 - The Snow Goose (cu Camel)
- 1977 - Rain Dances (cu Camel)
- 1977 - A Live Record (cu Camel)
- 1978 - Breathless (cu Camel)
- 1978 - Wavelength (cu Van Morrison)
- 1984 - Keats (cu Keats)